# بيلربك (ألمانيا)
بيلربك (بالألمانية: Billerbeck) هي بلدة ألمانية تقع في ألمانيا في كوسفلد. يقدر عدد سكانها بـ 11,560 نسمة .

## المدن التوأمة
مدينة إنجلوود (أوهايو) هي مدينة توأمة لـبيلربك.

## أعلام
- لودغر